# 長途嚇機
《長途嚇機》（英語：Red Eye）是一部2005年的美國驚悚片，由韋斯·奇里雲執導，麗素·麥雅當絲及席尼·墨菲等主演。

## 劇情
電影描述一名女性酒店經理在乘搭紅眼航班到邁阿密時，被恐怖份子脅持，要求她參與暗殺美國高官的計畫。

## 演員
- 麗素·麥雅當絲 飾 Lisa Reisert
- 席尼·墨菲 飾 Jackson Rippner
- 拜倫·確斯 飾 Joe Reisert
- Jack Scalia 飾 Charlie Keefe
- Jayma Mays 飾 Cynthia

## 外部連結
- 互联网电影数据库（IMDb）上《長途嚇機》的资料（英文）
- AllMovie上《長途嚇機》的资料（英文）
- 爛番茄上《長途嚇機》的資料（英文）
- Box Office Mojo上《長途嚇機》的資料（英文）
- Metacritic上《長途嚇機》的資料（英文）
- 開眼電影網上《長途嚇機》的資料（繁體中文）
- 时光网上《長途嚇機》的資料（简体中文）
- 豆瓣电影上《長途嚇機》的資料 （简体中文）